# میکا دوی
میکا دوی (انگلیسی: Mika Doi; ۴ اوت ۱۹۵۶ – ) صداپیشگی در ژاپن، و بازیگر اهل ژاپن بود.